# Ustianka
Ustianka (en rus: Устьянка) és un poble del krai de l'Altai, a Rússia, que el 2016 tenia 841 habitants. Pertany al districte de Lóktevski.